# 100 Fotografias que Mudaram o Mundo
Life: 100 Fotografias que Mudaram o Mundo (no original, Life: 100 Photographs that Changed The World) é uma famosa coleção de um livro de fotografias que engloba as cem imagens reconhecidas pelos editores da revista Life em 2003 que se acredita terem causado mudanças na sociedade.
A ideia foi lançada no mesmo ano em que o site da revista publicou a pergunta "As fotografias podem criar o mesmo efeito histórico que a literatura?", que permaneceu em circulação durante várias semanas para que os leitores pudessem respondê-la. Entre as fotos, encontram-se a de Anne Frank, a do bombardeio nuclear sobre Nagasaki, da Guerra da Crimeia, do Nascer da Terra, do Primeiro raio X humano e da Mãe Migrante.

## História
O projeto começou com uma pergunta online publicada no site das revistas Life e The Digital Journalist em 2003: "As fotografias podem criar o mesmo efeito histórico que a literatura?". A pergunta permaneceu no local por diversas semanas para que os visitantes respondessem-na abertamente. A maioria das respostas foram favoráveis à ideia, com exceção da do fotógrafo documentarista Joshua Haruni, que disse: "as fotografias podem definitivamente nos inspirar, mas a palavra escrita tem a capacidade de despertar a imaginação para maiores profundidades do que qualquer imagem, cujo conteúdo é limitado apenas ao que está no quadro."
A Life descreveu que "uma coleção de imagens que 'mudaram o mundo' é uma coisa que vale a pena contemplar, ainda que seja apenas para chegar a alguma conclusão sobre a natureza influente da fotografia e se ela é limitada, vasta ou intermediária." As imagens indicadas pelo público foram revisadas por editores que, em seguida, selecionaram as cem as quais consideravam que retratavam as conquistas tecnológicas da fotografia, eventos e realizações históricos documentados que alcançaram um status icônico cultural e simbólico. O livro foi editado por Robert Sullivan em conjunto com a editora de imagens Barbara Baker Burrows, e publicado pela Time Inc. Home Entertainment. Uma edição atualizada foi publicada em 9 de agosto de 2011.

## Seções
A publicação foi dividida em quatro capítulos principais e três subseções anexas. Os principais capítulos são:
- Arts (arte) - (concentrou-se na evolução da fotografia ao longo do século XIX e sua posterior aplicação à exploração cultural);
- Society (sociedade) - (documentou imagens que capturaram momentos que se desintegrou o conhecimento público com questões políticas, sociais, culturais e ambientais);
- War (guerra) - (momentos cruciais de conflito e/ou violência associada); e
- Science and Nature (Ciência e Natureza) - (capturou triunfos tecnológicos, derrotas e horrores [de guerra]).

As três subseções são:
- Arte Fotográfica - (primeiras obras de artistas cujo meio principal era a fotografia);
- Manipulação fotográfica - (fraudes infames praticados através das fotografias); e
- Stop Action (fotos que são de fato capturas tiradas do filme).

## Fotografias

David Kirby, um ativista anti-AIDS, fotografado por Therese Frare com sua família em seu leito de morte. A imagem foi capa da revista, além de ter sido usada numa controversa campanha da Benetton.

Algumas das fotos incluídas são identificadas como de "eventos maiores", tais como a fotografia de um bebê sobrevivente de um ataque japonês a uma estação ferroviária de Xangai durante a Batalha, que ficou conhecida como Sábado sangrento. Outras fotografias foram tiradas de eventos maiores, como as documentações inovadoras de Roger Fenton e Alexander Gardner sobre a Guerra da Crimeia e a Guerra Civil Americana.
O livro traz também o trabalho de uma famosa campanha publicitária de Oliviero Toscani, a fotografia de Therese Frare do ativista gay estadunidense David Kirby enquanto ele morria em um leito de hospital em decorrência da Síndrome da imunodeficiência adquirida, rodeado por seus familiares, registrada em abril de 1990. A foto se tornou a imagem "mais fortemente identificada com a epidemia de HIV/AIDS." A imagem exibida na própria revista, foi a vencedora do World Press Photo e adquiriu notoriedade mundial depois de ter sido usada em uma campanha publicitária da United Colors of Benetton, em 1992. A fotografia tem sido controversa por sua semelhança com o tema Pietà, surgindo críticas de que usar essa imagem para publicidade para as vendas de roupas, aparentemente está usando o sacrifício humano, embora a família Kirby tenha afirmado que autorizou o uso e que ajudou a aumentar a conscientização sobre a doença.

## Galeria
- Sábado sangrento - Batalha de Xangai.
- Thích Quảng Đức durante a auto-imolação. A imagem, uma das mais icônicas do século XX, foi feita pelo fotógrafo da Associated Press Malcolm Browne.
- A sombra do vale da morte - o Cerco de Sebastopol, Guerra da Crimeia.
- Raio X de Wilhelm Röntgen.
- Vista da janela em Le Gras, a primeira fotografia da história.
- Sallie Gardner at a Gallop.
- Pôster de Betty Grable
- Mãe Migrante.
- Nascer da Terra.
- Nuvem de cogumelo sobre a cidade de Nagasaki.
- The Falling Man - um homem salta do World Trade Center para a morte, durante os ataques de 11 de setembro de 2001.